# Санкиинкъяун
Санкиинкъяун (устар. Санкен-Яун) — река в России, протекает по Ханты-Мансийскому АО. Устье реки находится в 96 км по левому берегу реки Лямин. Длина реки составляет 62 км, площадь водосборного бассейна 510 км².
В 3 км от устья по левому берегу впадает река Тонтыкортъяун.

## Данные водного реестра
По данным государственного водного реестра России относится к Верхнеобскому бассейновому округу, водохозяйственный участок реки — Обь от города Нефтеюганск до впадения реки Иртыш, речной подбассейн реки — Обь ниже Ваха до впадения Иртыша. Речной бассейн реки — (Верхняя) Обь до впадения Иртыша.
Код объекта в государственном водном реестре — 13011100212115200046874.